# Фронт последователей Имама Хомейни и духовного лидера
Фронт последователей Имама Хомейни и духовного лидера (перс. جبهه پیروان خط امام (ره) و رهبری‎) - является коалицией 17 политических групп иранских фундаменталистов, которая состоит из широкого круга традиционных консервативных партий, активна с момента президентского правления Мохаммада Хатами. Хабибуллах Аскар Олади был основателем и генеральным секретарём данного движения, после его смерти с месяца Азар 1393 года Мохаммад Реза Бахонар занял его должность, одновременно став заместителем руководителя до выборов в Верховный Совет. Он занимался организацией и проведением собраний движения. По словам спикера Сейеда Камалледдина, коалиция старается консолидировать консервативные политические силы, группы и партии на политической сцене страны и участвует в выборах для объединения других консерваторов и решения иных политических задач Исламской республики Иран. Также он уточняет, что одной из основных задач деятельности, которая обсуждается на каждом собрании, является создание «Эктесад-э-Магавемати», или экономики сопротивления, устойчиво развивающейся в условиях санкций.
Коалиция Фронта последователей Имама Хомейни и духовного лидера была представлена в отдельном списке избирателей для выборов в законодательные органы Ирана 2000 года, однако стала частью списка Объединённого фронта консерваторов (фундаменталистов) на выборах в законодательные органы 2008 и 2012 годов. Они одобрили 31 кандидата в городской совет Тегерана на иранских муниципальных выборах в 2013 году, и только Аббас Шейбани смог занять место.

## Устав Фронта последователей Имама Хомейни и духовного лидера
Одной из основных целей коалиции, сформулированных в Уставе, является объединение между группами консерваторов, поскольку учредители Фронта относят себя к политикам, работавшим ещё до Исламской революции. Также в Уставе отражено видение вопроса о соотношении ветвей власти в Исламской республике Иран: невмешательство в деятельность каждого государственного органа, консультирование президента со специалистами в процессе принятия решений, осуществление деятельности на основе разумности и целесообразности, сглаживание конфликтных ситуаций и устранение противоречий.
Коалиция не является самостоятельной политической партией, в неё входят более 17 политических групп, поэтому в период выборов Фронт последователей может поддерживать или не поддерживать кандидатов по собственному усмотрению.
Филиалы Фронта последователей Имама Хомейни и духовного лидера располагаются в таких крупных городах, как Мешхед, Тебриз, Исфахан, Шираз.

## Члены-участники
К числу членов коалиции относятся:
- Исламская коалиционная партия: генеральный секретарь Мохаммад-Наби Хабиби;
- Исламское общество инженеров: генеральный секретарь Мохаммад-Реза Бахонар;
- Представители исламского общества Маджлиса: генеральный секретарь Мохсен Коукан;
- Исламское общество студентов;
- Исламское общество учёных;
- Исламская ассоциация врачей Ирана: генеральный секретарь Шахаб од-Дин Садр;
- Исламское общество работников: генеральный секретарь Сейед Камал Саджади;
- Исламское общество спортсменов: генеральный секретарь Хасан Гафурифард;
- Исламское общество трудящихся;
- Исламское общество педагогов;
- Общество Зейнаба;
- Ассоциация выпускников Индийского субконтинента: генеральный секретарь Манучехр Моттаки;
- Союз исламских ассоциаций гильдий и базаров.